# Dingo (film fra 1962)
Dingo (russisk: Дикая собака Динго) er en sovjetisk spillefilm fra 1962 af Julij Karasik.

## Medvirkende
- Galina Polskikh som Tanja
- Vladimir Osobik som Kolja
- Talas Umurzakov som Filka
- Anna Rodionova som Zjenja
- Inna Kondratjeva